# Reemt Pyka
Reemt Pyka (né le 11 janvier 1969 à Bremerhaven en Allemagne) est un ancien joueur professionnel de hockey sur glace devenu entraîneur.

## Carrière de joueur
Reemt Pyka commença sa carrière de joueur chez le SB Rosenheim du championnat national en 1987-1988 ; l'année suivante, il était champion avec ce même club.
Lorsque Rosenheim dut volontairement se reléguer en seconde division à l'été 1992, Pyka se joignit au Krefelder EV, avec qui il jouera 8 saisons. Pendant cette période, Pyka prit part à trois championnats du monde (1995, 1997 et 1998), à la Coupe du monde de hockey 1996 et aux Jeux olympiques d'hiver de 1998 avec l'Équipe d'Allemagne de hockey sur glace. En 2000, après que l'Allemagne ce fut assurée d'une place aux Jeux olympiques d'hiver de 2002, Reemt Pyka se retira de la compétition internationale après avoir joué dans 90 matches de sélection nationale, marquant 12 fois.
Lorsque Pyka quitta Krefeld en 2001, il se joint à l'Augsburger Panther. Dès la saison suivante, il prit la route du EC Bad Nauheim de la Bundesliga. Il terminera sa carrière de joueur avec le REV Bremerhaven en 2005, où il devint après coup entraîneur-adjoint à Igor Pavlovs et gagna ses premiers gallons derrière le banc. Il y est sous contrat jusqu'en 2007.